# Santo Antônio do Planalto
Santo Antônio do Planalto este un oraș în Rio Grande do Sul (RS), Brazilia.